# Минадзе
Минадзе (груз. მინაძე) — село в Грузии, на территории Ахалцихского муниципалитета края (мхаре) Самцхе-Джавахети.

## География
Село находится в южной части Грузии, на берегах реки Куры, вблизи места впадения в неё реки Уравели, на расстоянии приблизительно 3 километров (по прямой) к востоку от города Ахалцихе, административного центра муниципалитета. Абсолютная высота — 952 метра над уровнем моря.

## Население
По результатам официальной переписи населения 2014 года, в Минадзе проживало 418 человек (220 мужчин и 198 женщин). В национальной структуре населения грузины составляли 90,2 %, армяне — 8,9 %, греки — 0,45 %, украинцы — 0,45 %.
| Год  | Население, человек |
| ---- | ------------------ |
| 2002 | 395                |
| 2014 | ↗ 418              |